# Vice Versa '51
Vice Versa '51 is een Nederlandse tafeltennisclub uit Oudenbosch. Het werd in 1951 op initiatief van Willy Mol en Fons Braat opgericht met medewerking van Harry van de Berg, Tonny van de Riet, Jan de Roos, Jan de Leeuw, Jack Willemse en Kees Dingenouts.
Vice Versa kende sinds haar oprichting verschillende thuislocaties. Zo begon het bij de oprichting te spelen in Hotel Tivoli, waarna het vier jaar later verhuisde naar de Julianabouw. Tal van locaties verder vond het in 1979 een definitieve eigen zaal in het plaatselijke sportpark Albano, waar tevens een voetbalclub en een atletiekvereniging gehuisvest zijn.

## Sportieve hoogtepunten
- Voorjaarcompetitie 2007: het hoogste vrouwenteam speelt voor het eerst sinds de oprichting van Vice Versa in de eredivisie, met een ploeg bestaand uit Sandra Leyten, Inge Fonken, Annemiek Quak en Marieke Meerbeek.
- Voorjaarcompetitie 2007: het hoogste mannenteam speelt voor het eerst sinds de oprichting van Vice Versa in de eerste divisie, met een ploeg bestaand uit Jeroen de Heide, Jacco Schoone, Stephan Wens en Jurgen Wens.
- Sandra Leyten Nederlands jeugdkampioene 2003 (Aspiranten A/Kadetten A)
- Sandra Leyten Nederlands jeugdkampioene 2002 (Aspiranten A/Kadetten A)